# Copa dos Campeões Europeus da FIBA de 1967–68
A Copa dos Campeões Europeus da FIBA de 1967–68 foi a décima primeira temporada da Copa dos Campeões Europeus de Basquetebol. O título foi conquistado pelo Real Madrid pela quarta vez com final no Palais des Sports de Gerland em Lyon onde derrotou o BC Brno por 98–85.

## Sistema de Competição
- 24 equipes (campeões das ligas domésticas, somados ao campeão da Euroliga no ano anterior) disputando jogos eliminatórios com jogos de ida e volta. O placar agregado nas duas partidas define o vencedor.
- Os oito clubes classificados para as quartas de final são divididos em dois grupos com quatro equipes . Dentro do grupo disputam-se partidas "todos-contra-todos" em ida e volta. Em caso de empate entre duas ou mais equipes, seria usado os seguintes critérios para classificação: 1) Confronto Direto; 2) Média de Pontos; 3) Vitórias e Derrotas.
- Os dois primeiros colocados de cada grupo classificam-se para a semifinal em sede pré-determinada.

## Primeira Fase
| Equipe 1          | Total   | Equipe 2        | 1.º jogo | 2.º jogo |
| ----------------- | ------- | --------------- | -------- | -------- |
| Maccabi Tel Aviv  | 165–144 | Alsace Bagnolet | 85–62    | 80–82    |
| Alvik             | 128–139 | KTP             | 67–67    | 61–72    |
| Boroughmuir       | 112–234 | Real Madrid     | 69–108   | 43–126   |
| FAR Rabat         | 121–205 | Juventud Kalso  | 70–96    | 51–109   |
| Racing Luxembourg | 113–148 | Gießen 46ers    | 63–76    | 50–72    |
| Honvéd            | 129–136 | Zadar           | 86–72    | 43–64    |
| Steaua Bucareşti  | 124–126 | Panathinaikos   | 82–65    | 42–61    |
| Vauxhall Motors   | 97–236  | Légia Varsóvia  | 56–93    | 41–143   |

## Segunda Fase
| Equipe 1          | Total   | Equipe 2             | 1.º jogo | 2.º jogo |
| ----------------- | ------- | -------------------- | -------- | -------- |
| Panathinaikos     | 141–159 | Zadar                | 79–70    | 62–89    |
| KTP               | 147–178 | CSKA Sofia           | 86–89    | 61–89    |
| Eendracht Utrecht | 133–202 | Real Madrid          | 66–90    | 67–112   |
| Juventud Kalso    | 157–113 | Légia Varsóvia       | 87–56    | 70–57    |
| Gießen 46ers      | 134–189 | Maccabi Tel Aviv     | 72–84    | 62–105   |
| Benfica Luanda    | 133–261 | Racing Bell Mechelen | 59–90    | 74–171   |
| Engelmann Wien    | 135–171 | Simmenthal Milano    | 79–95    | 56–76    |
| Altınordu         | 130–167 | Spartak ZJŠ Brno     | 61–65    | 69–102   |

## Quartas de Final
|  | Os dois melhores avançam para as semifinais |

|    | Equipe            | J | Pts | V | D | P+  | P-  | +-  |
| -- | ----------------- | - | --- | - | - | --- | --- | --- |
| 1. | Zadar             | 3 | 6   | 3 | 0 | 433 | 409 | +24 |
| 2. | Simmenthal Milano | 3 | 5   | 2 | 1 | 490 | 451 | +39 |
| 3. | Juventud Kalso    | 3 | 4   | 1 | 2 | 427 | 467 | -40 |
| 4. | CSKA Sofia        | 3 | 3   | 0 | 3 | 500 | 523 | -23 |

|    | Team                 | J | Pts | V | D | P+  | P-  | +-  |
| -- | -------------------- | - | --- | - | - | --- | --- | --- |
| 1. | Spartak ZJŠ Brno     | 3 | 6   | 3 | 0 | 539 | 482 | +57 |
| 2. | Real Madrid          | 3 | 5   | 2 | 1 | 501 | 482 | +19 |
| 3. | Maccabi Tel Aviv     | 3 | 4   | 1 | 2 | 381 | 407 | -26 |
| 4. | Racing Bell Mechelen | 3 | 3   | 0 | 3 | 350 | 400 | -50 |

## Semifinais
| Equipe 1          | Total   | Equipe 2         | 1.º jogo | 2.º jogo |
| ----------------- | ------- | ---------------- | -------- | -------- |
| Real Madrid       | 144–127 | Zadar            | 76–62    | 68–65    |
| Simmenthal Milano | 150–166 | Spartak ZJŠ Brno | 64–63    | 86–103   |

## Final
11 de abril, Palais des Sports de Gerland, Lyon
| Equipe 1    | Resultado | Equipe 2         |
| ----------- | --------- | ---------------- |
| Real Madrid | 98–95     | Spartak ZJŠ Brno |

| Copa dos Campeões Europeus da FIBA de 1967–68 |
| --------------------------------------------- |
| Real Madrid 4º Titulo                         |